# 卢瑟福陨击坑
卢瑟福陨击坑（Rutherford）是坐落在火星欧克西亚沼区阿拉伯高地的一座撞击坑，中心坐标位于北纬19.2度、西经10.7度处，直径约107公里，其名称取自英国物理学家欧内斯特·卢瑟福(1871年-1937年），1973年被国际天文联合会行星系统命名工作组批准接受.

## 描述
一些特写照片显示了陨击坑内的沙丘和浅色物质，而火星上的浅色岩石一般与硫酸盐等水合矿物有关。机遇号火星漫游车用数台仪器近距离检查了这些岩层。科学家们对在火星上发现的硫酸盐和粘土感到兴奋，因为它们通常是在有水的情况下才能形成。含有粘土和/或其他水合矿物的地方将是寻找生命证据的最佳之处。

### 图集

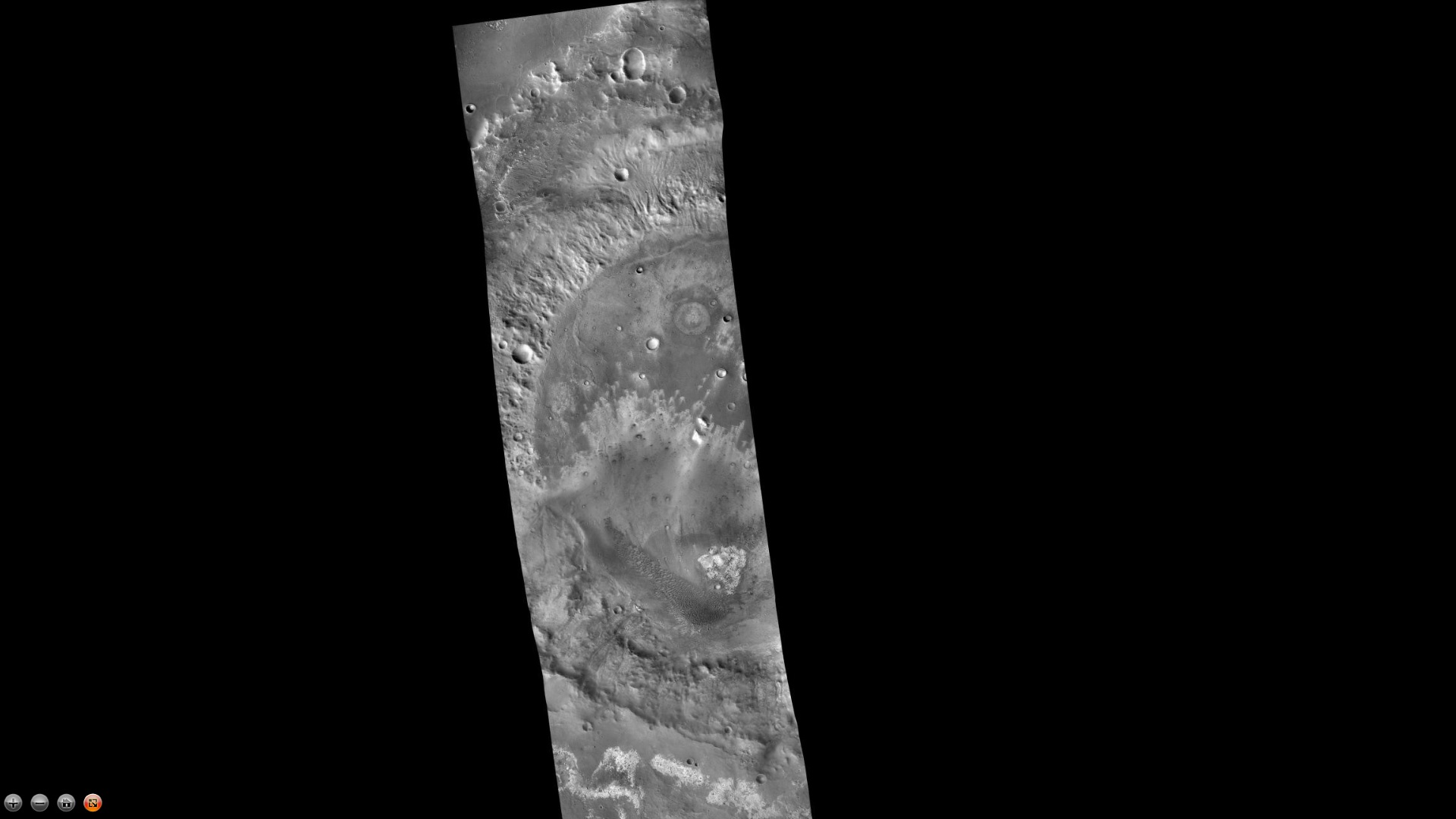
火星勘测轨道飞行器背景相机拍摄的卢瑟福陨击坑西侧边缘，可看到浅色沉积物。
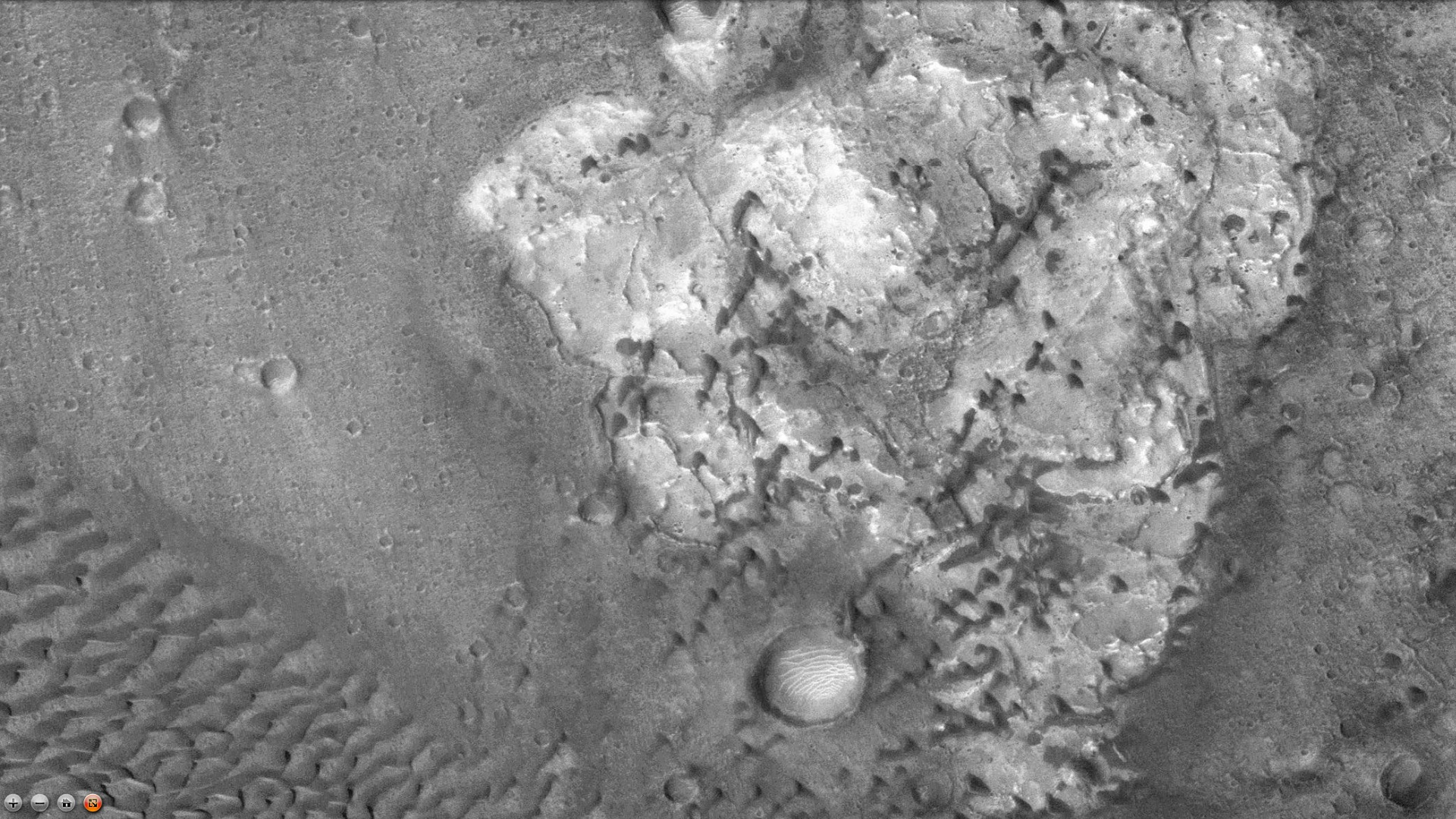
卢瑟福坑底的沙丘，注：这是放大的前一幅照片。
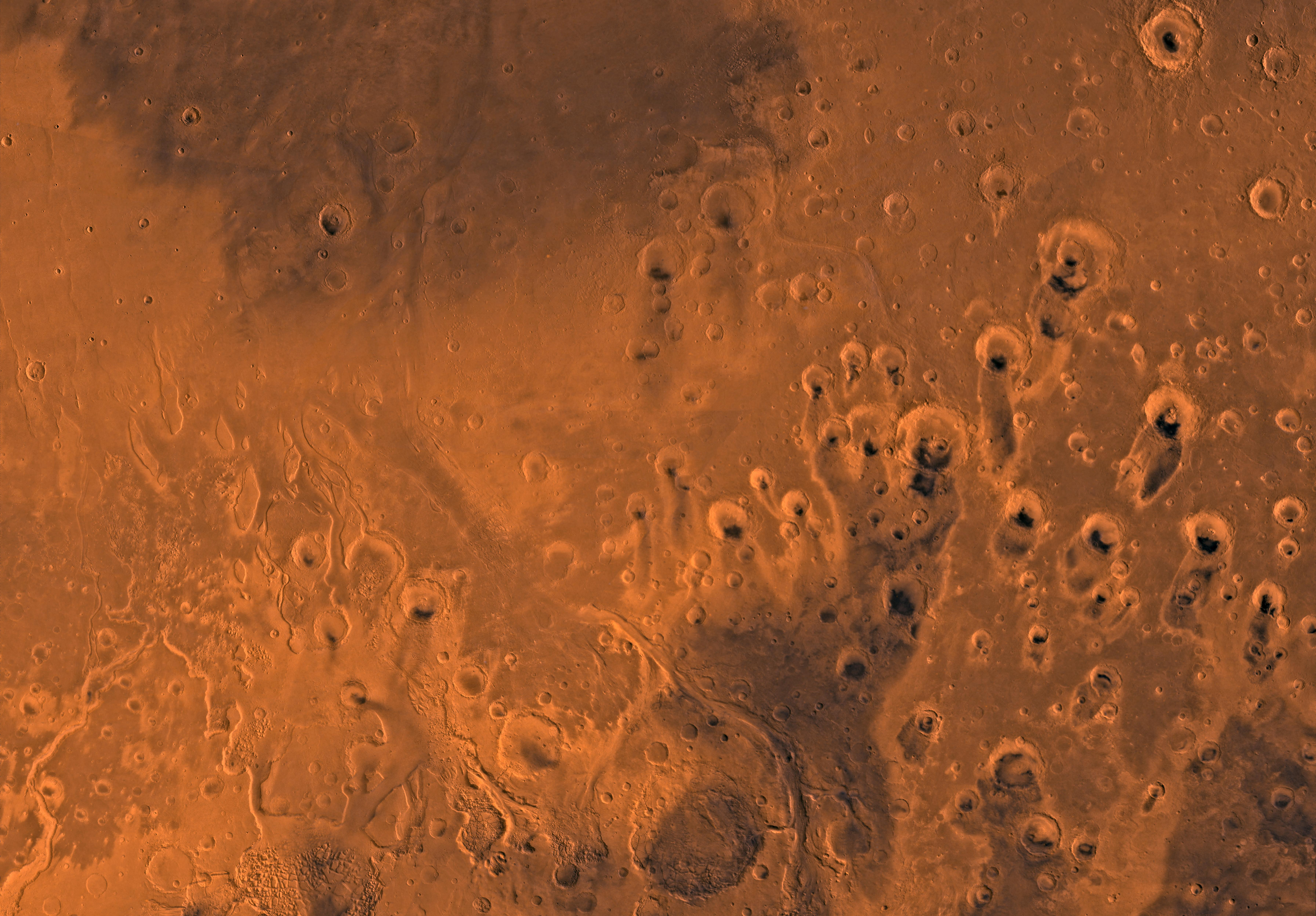
卢瑟福陨击坑所位于的欧克西亚沼区（MC-11）图像。

## 另请查看
- 火星撞击坑